# Buster Mathis
Buster Mathis (* 11. Juni 1943 in Sledge, Mississippi; † 6. September 1995 in Grand Rapids, Michigan) war ein US-amerikanischer Boxer im Schwergewicht und der Vater von Buster Mathis jr., der ebenfalls Schwergewichtsboxer war und im Jahre 1995 gegen Mike Tyson boxte. Er wurde sowohl von Joey Fariello als auch von Cus D’Amato trainiert, der auch Mike Tyson trainierte.

## Amateurkarriere
Buster Mathis war ein großgewachsener und schwerer, technisch aber trotzdem sehr guter, schneller und beweglicher Boxer. Er hatte eine durchaus erfolgreiche Amateurkarriere. So wurde der 1,91 Meter große Linksausleger im Jahre 1964 mit Punktsiegen über Jim Hall und Al Wilson US-amerikanischer Meister und gewann das Finale der US-amerikanischen Ausscheidungskämpfe zur Teilnahme an den Olympischen Sommerspielen 1964 gegen Joe Frazier. Bei den Olympischen Spielen konnte Mathis jedoch wegen einer Handverletzung nicht antreten. Der 20-Jährige Joe Frazier sprang für ihn ein und gewann die Goldmedaille.
Buster Mathis war der einzige Boxer, der Joe Frazier bei den Amateuren bezwingen konnte, er schaffte dies zweimal.

## Profikarriere
Sein Debüt im Profiboxen entschied Mathis am 28. Juni 1965 für sich, als er in Montreal Bob Maynard in der zweiten Runde K. o. schlug. 1966 knockte er den völlig unerfahrenen Chuck Wepner, der erst sieben Kämpfe hatte, in der dritten Runde aus.
1968 trat Mathis im Madison Square Garden im Kampf um den vakanten Weltmeistertitel des Verbandes New York State Athletic Commission (kurz NYSAC) gegen Joe Frazier an. Frazier nahm für seine beiden Niederlagen bei den Amateuren Revanche und besiegte Mathis durch Technischen Knockout in der 11. Runde. Im Februar des darauffolgenden Jahres traf Mathis auf George Chuvalo, dessen Kinn als eines der härtesten galt und schlug ihn klar und einstimmig nach Punkten. Gut sechs Wochen später boxte er gegen Jerry Quarry und musste eine klare Punktniederlage hinnehmen.
Im Jahre 1971 boxte Mathis im Astrodome, Houston, USA, gegen Muhammad Ali um den NABF-Titel, den sich Ali sechs Wochen zuvor in einem Kampf gegen Jimmy Ellis sicherte, und musste eine weitere klare Punktniederlage einstecken.
Mit einem beeindruckenden technischen K.-o.-Sieg gegen den ungeschlagenen Claude "Humphrey" McBride (Bilanz 26-0-0) meldete sich Mathis jedoch zurück. Allerdings schlug ihn der bis dahin noch ungeschlagene Spätstarter Ron Lyle 1972 in Denver schwer K. o. Nach dieser schweren Niederlage beendete Buster Mathis seine Karriere.